# Волховской, Михаил Николаевич
Михаи́л Никола́евич Волховской (1868—1944) — русский военачальник, герой Первой мировой войны, генерал-лейтенант.

## Биография
Окончил Владимирский Киевский кадетский корпус (1886) и 2-е военное Константиновское училище (1888), откуда был выпущен подпоручиком в 43-й пехотный Охотский полк.
Чины: поручик (1891), штабс-капитан (1898), капитан ГШ (1901), подполковник (1904), полковник (1908), генерал-майор (1915), генерал-лейтенант (1919).
В 1898 году окончил Николаевскую академию Генерального штаба по 1-му разряду. По окончании академии состоял старшим адъютантом штаба 44-й пехотной дивизии (1900—1901) и 21-го армейского корпуса (1901—1904), затем штаб-офицером для особых поручений при штабе 21-го армейского корпуса (1904—1909). Был начальником штаба 19-й пехотной дивизии (1909—1911) и 4-го округа Отдельного корпуса пограничной стражи (1911—1914).
22 июля 1914 года назначен начальником штаба 9-й пехотной дивизии, с которой вступил в Первую мировую войну. Участвовал в Галицийской битве. Пожалован Георгиевским оружием
За то, что, будучи начальником штаба 9-й пехотной дивизии, в бою 16 и 17 августа 1914 года под сильным перекрестным артиллерийским огнём противника, подвергая жизнь свою явной опасности, спокойно и хладнокровно делал вполне верные и ясные доклады о действиях противника и всей своей самоотверженной деятельностью в сильной степени способствовал успеху.
2 ноября 1914 года назначен командиром 35-го пехотного Брянского полка, 13 ноября 1915 года — командиром бригады 31-й пехотной дивизии. 8 февраля 1916 года назначен начальником штаба 112-й пехотной дивизии, а 18 сентября 1916 года переведен на ту же должность в 10-й армейский корпус. В конце мая 1917 года был назначен командующим 31-й пехотной дивизией, впоследствии украинизированной. Дивизия отличилась в бою 23 сентября 1917 г. 3 марта 1918 года передал кадры дивизии под контроль Центральной рады УНР.
Служил в гетманской армии, где с 20 июля 1918 года занимал должность командира 4-го корпуса. Был переименован в генеральные хорунжие. В ноябре—декабре 1918 года руководил обороной Киева от наступавших отрядов Петлюры. Был взят в плен, с 14 декабря находился под арестом в Киеве.
Бежав из-под ареста, присоединился к Белому движению на Юге России. Состоял в резерве чинов при штабе Главнокомандующего ВСЮР, а с 10 февраля 1919 года — членом комиссии по рассмотрению наградных представлений при штабе командующего ВСЮР. Командовал Сводным полком 31-й пехотной дивизии, с октября 1919 года — 1-й отдельной пехотной бригадой. На ноябрь 1919 года — начальник Сводной дивизии.
В эмиграции в Польше. В 1928 году был выслан из Польши во Францию. Состоял председателем объединения Отдельного корпуса пограничной стражи.
Скончался в 1944 году в Париже. Похоронен на кладбище Сент-Женевьев-де-Буа.

## Награды
- Орден Святого Станислава 3-й ст. (1905)
- Орден Святого Владимира 4-й ст. с мечами и бантом (ВП 28.12.1914)
- Георгиевское оружие (ВП 09.03.1915)
- Орден Святого Владимира 3-й ст. с мечами (ВП 29.05.1915)
- Орден Святого Станислава 1-й ст. с мечами (ВП 28.02.1916)
- Орден Святой Анны 1-й ст. с мечами (ВП 19.04.1916)